# Bouxwiller, Bas-Rhin
Bouxwiller là một xã trong tỉnh Bas-Rhin, thuộc vùng Grand Est của nước Pháp, có dân số là 3683 người (thời điểm 1999).

## Thông tin nhân khẩu
| 1962  | 1968  | 1975  | 1982  | 1990  | 1999  |
| ----- | ----- | ----- | ----- | ----- | ----- |
| 3.665 | 3.717 | 3.706 | 3.655 | 3.693 | 3.683 |

## Địa điểm tham quan
- Viện bảo tàng của Bouxwiller và vùng Hanau